# “Awaken, My Love!”
“Awaken, My Love!” ist das dritte Studioalbum des US-amerikanischen Musikers Childish Gambino, dem Pseudonym von Donald Glover. Es wurde weltweit am 2. Dezember 2016 von Glassnote Records veröffentlicht. Statt des sonst üblichen Rappens von Childish Gambino sind die Lieder auf dem Album eine Fusion von Psychedelic Soul, Funk und R&B. Dies wurde von Kritikern als mutige Abkehr von dem zuvor dominierenden Hip-Hop-Stil bezeichnet. “Awaken, My Love!” wurde von Glover und seinem langjährigen Kollaborateur Ludwig Göransson produziert.
Das Album erhielt eine überwiegend positive Resonanz von Musikjournalisten und debütierte auf dem fünften Platz der Billboard 200. Weiterhin stieg es auf dem zweiten Platz der Billboard Top R&B/Hip-Hop Albums Charts ein. Vor der Veröffentlichung erschienen die Singles Me and Your Mama und Redbone.
Bei den Grammy Awards 2018 war das Album unter anderem als Album des Jahres nominiert.

## Hintergrund

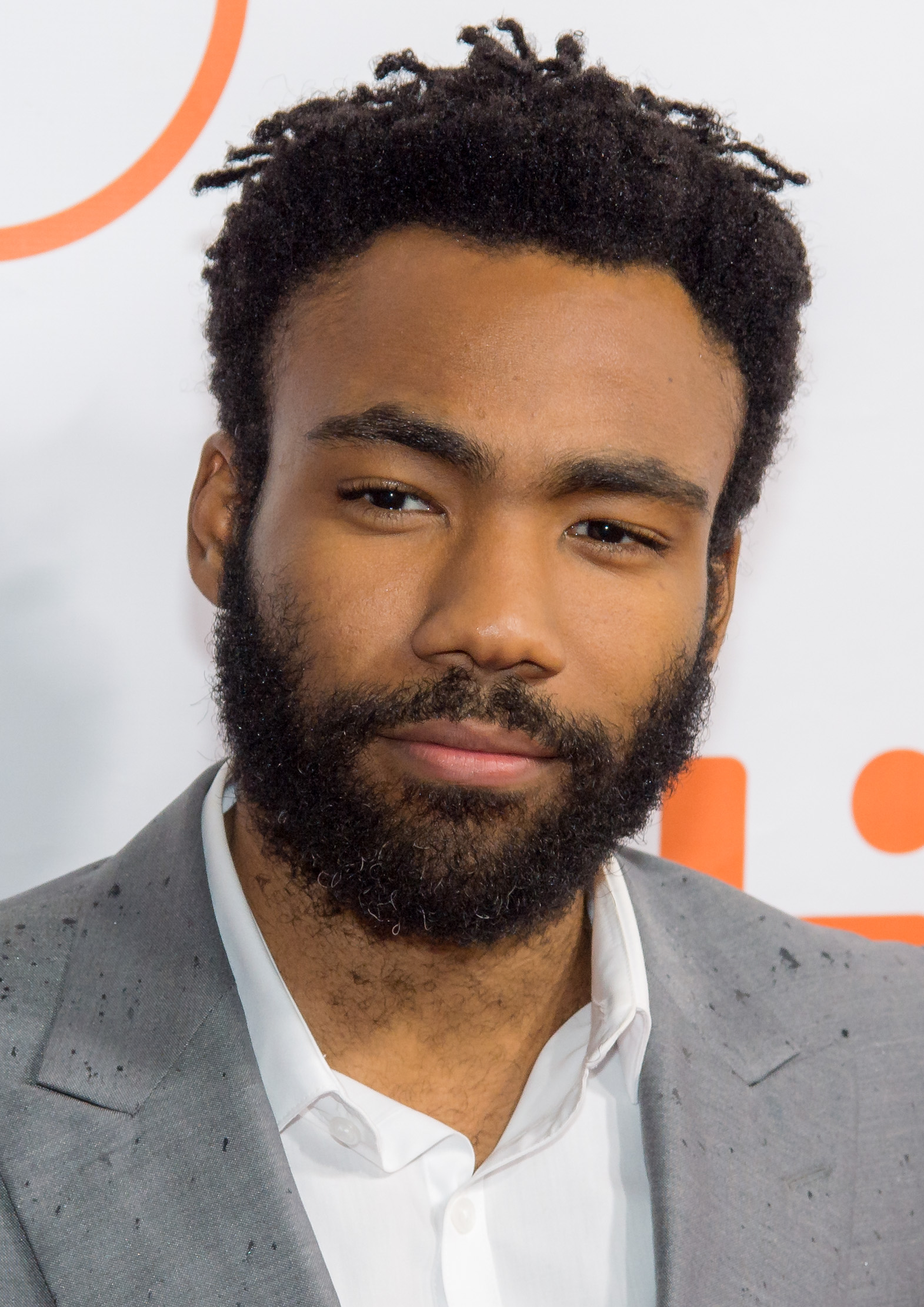
Donald Glover, 2015

Am 17. Juni 2016 schrieb er den Tweet „pharos.earth“, welcher zum Download einer mobilen App führte. Sie zeigte einen kleinen, blauen Planeten, während eine Uhr auf Null runterzählte und führte den Nutzer während des Countdowns nach Joshua Tree mit den Terminen für Glovers anstehende Konzerte in der Stadt mit der Möglichkeit, Karten zu kaufen. Bei dem Konzertfestival, welches Anleihen vom Burning Man besaß, sollte zum ersten Mal das neue Album gespielt werden. Vom 3. bis 5. September, fast drei Monate vor der Albumveröffentlichung, gab Glover drei Konzerte in Joshua Tree. Glover trug im Dunkeln leuchtende Farbe als Kriegsbemalung auf seinem Körper, hatte geflochtene Zöpfe und einen pink-gelben Bastrock an; seine Bandmitglieder waren ähnlich gekleidet. Er spielte jeweils zwölf Lieder, davon nur wenige mit Rap-Einflüssen, sondern hauptsächlich Funk und Jazz. Auf großen Leinwänden um die Bühne herum wurden die Auftritte mithilfe von Microsoft visuell begleitet. Durch Kinect-Aufzeichnungen von Glovers Bewegungen wurden digitale tanzende Figuren realisiert.
Der Gesang bei den einzelnen Liedern des Albums hat unterschiedliche Tonlagen. Entgegen ersten Vermutungen von Kritikern wurde dieser jedoch nicht nachträglich geändert, sondern so von Glover gesungen.

“I think people hear ‘Redbone’ and are like ‘oh, he pitched up his vocals’, but there was no vocal pitching on the album – I just sang differently.”

„Ich denke, Leute hören ‚Redbone‘ und denken ‚Oh, er hat seinen Gesang hochgepitcht‘, aber es gab kein Gesangspitching auf dem Album – ich habe nur anders gesungen.“

Zum Erscheinen des Albums wurde die App aktualisiert und ein Livevideo vom Auftritt in Joshua Tree der Single Me and Your Mama, das auch mit VR-Brillen angeschaut werden kann, veröffentlicht. Die Schallplattenedition des Albums, die am 19. Mai 2017 erschien, beinhaltet eine VR-Brille aus Pappe und Zugang zu weiteren VR-Konzertvideos.

## Titelliste
Alle Lieder wurden von Donald Glover und Ludwig Göransson produziert.
| Nr.          | Titel                          | Autor(en)                                                    | Länge |
| ------------ | ------------------------------ | ------------------------------------------------------------ | ----- |
| 1.           | Me and Your Mama               | Donald Glover, Ludwig Göransson, Zac Rae                     | 6:19  |
| 2.           | Have Some Love                 | Glover, Chris Hartz, Sam Sugarman                            | 3:44  |
| 3.           | Boogieman                      | Glover, Göransson                                            | 3:36  |
| 4.           | Zombies                        | Glover, Göransson, Hartz, Ray Suen                           | 4:41  |
| 5.           | Riot                           | Glover, George Clinton, Eddie Hazel, Haskins Clarence Eugene | 2:05  |
| 6.           | Redbone                        | Glover, Göransson                                            | 5:26  |
| 7.           | California                     | Glover, Göransson                                            | 2:45  |
| 8.           | Terrified                      | Glover, Göransson                                            | 4:15  |
| 9.           | Baby Boy                       | Glover, Göransson                                            | 6:22  |
| 10.          | The Night Me and Your Mama Met | Glover, Göransson, Gary Clark junior                         | 3:34  |
| 11.          | Stand Tall                     | Glover, Göransson                                            | 6:10  |
| Gesamtlänge: | Gesamtlänge:                   | Gesamtlänge:                                                 | 48:57 |

## Besetzung

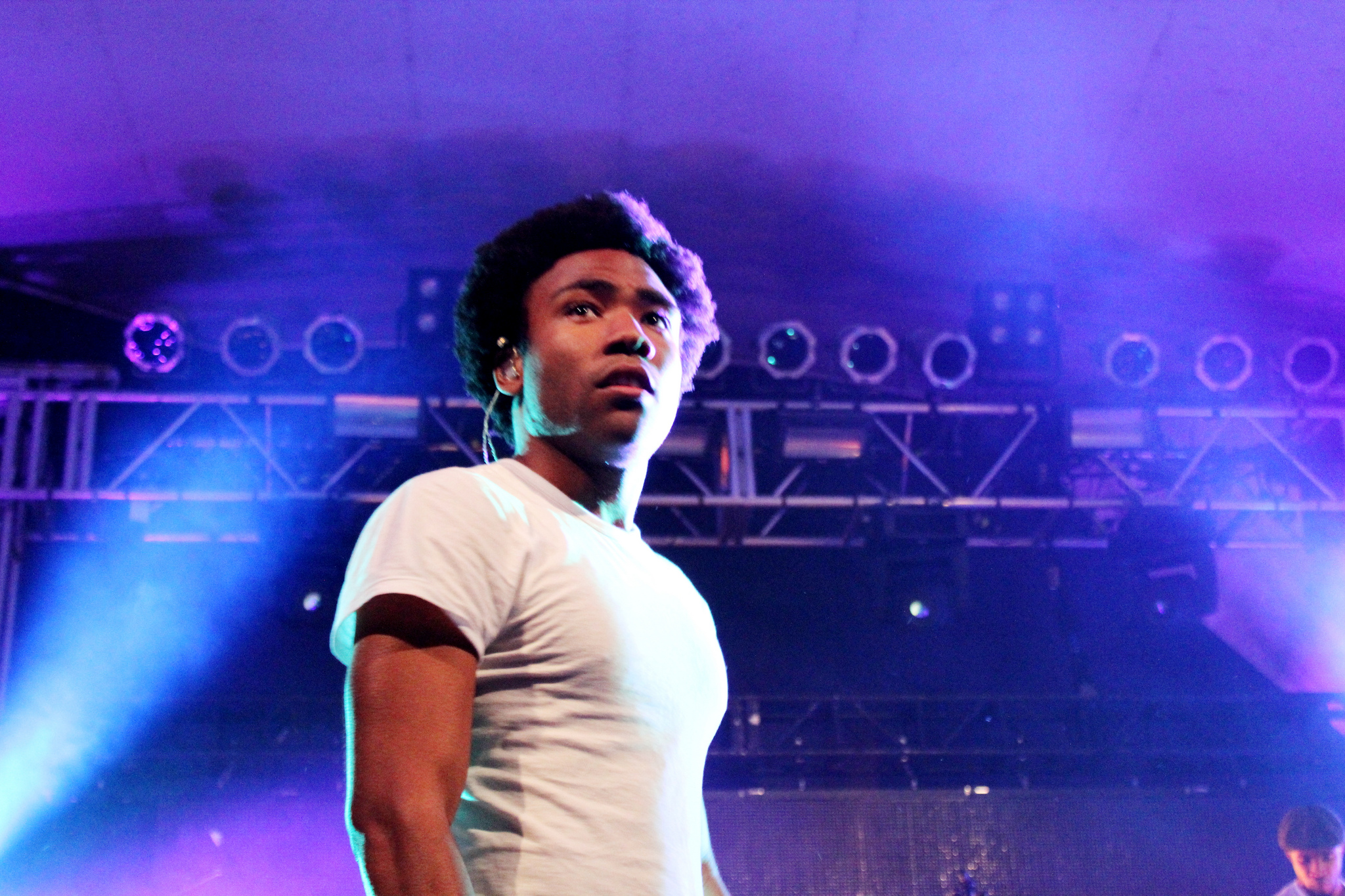
Donald Glover, 2012
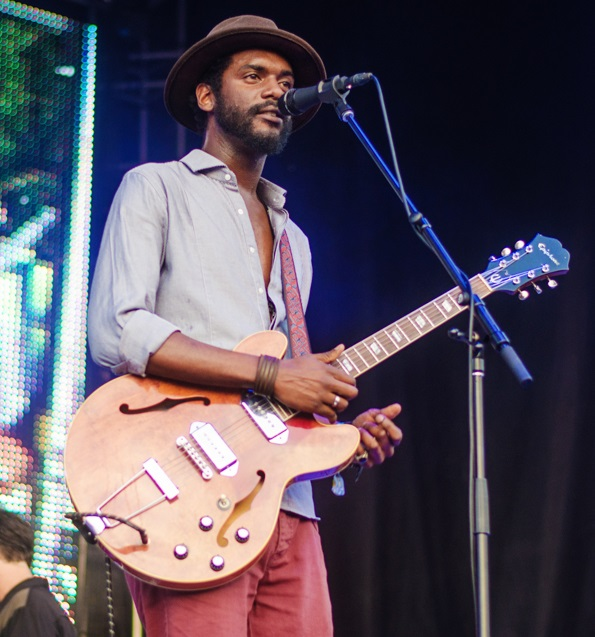
Gary Clark, 2013

- Donald Glover – Gesang (alle Lieder bis auf 10), Schlagzeug (Lied 6), Glockenspiel (Lieder 6, 8, 10), Perkussion (Lieder 1–4, 7, 8), Flaschen (Lied 7)
- Ludwig Göransson – Bassgitarre (Lieder 1–3, 6, 7, 9–11), Gitarre (Lieder 1, 3, 4, 6–8, 11), Fender Rhodes (Lieder 3, 6, 11), Wurlitzer Electric Piano (Lieder 6, 7, 9) Synthesizer (Lieder 1, 2, 6), Mellotron (Lied 3), Cembalo und Synth Bass (Lied 4), Bassbanjo (Lied 6), Orgel, Flaschen und Perkussion (Lied 7), programmiertes Schlagzeug (Lieder 3, 8), programmierter Synthesizer und Hintergrundgesang (Lied 8)
- Ray Suen – Gitarre (Lieder 1, 4, 7, 8, 9), Klavier und Synth FX (Lied 4)
- Lynette Williams – Orgel (Lieder 1, 2, 9), Clavinet (Lied 9)
- Zac Rae – Synthesizer (Lieder 1, 5, 8), Orgel (Lieder 1, 8)
- Chris Hartz – Schlagzeug (Lieder 1, 2, 4, 7, 9), Bassgitarre und Fender Rhodes (Lied 4), Perkussion (Lied 7)
- Per Gunnar Juliusson – Klavier und Fender Rhodes (Lied 1)
- Sam Sugarman – Gitarre (Lied 2)
- Gary Clark junior – Gitarre (Lied 10)
- Thomas Drayton – Bassgitarre (Lieder 1, 8)
- Brent Jones und „The Best Life Singers“ – Chor (Lieder 1, 2, 4, 10, 11)

## Singles
Me and Your Mama wurde als erste Single beim Apple-iTunes-Radiosender Beats 1 am 10. November 2016 veröffentlicht. Redbone erschien eine Woche später und wurde zuerst bei BBC Radio 1 in der Sendung Hottest Record gespielt.

## Rezeption

### Kritiken
“Awaken, My Love!” wurde von Kritikern überwiegend positiv bewertet. Beim Wertungsaggregator Metacritic erhielt das Album 77/100, basierend auf 25 Kritiken. Mosi Reeves von der Rolling Stone schrieb, dass „“Awaken, My Love!” eine fesselnde Reise in das Land des Funk“ ist.

“Is Childish Gambino suddenly the new Prince, a virtuoso multi-instrumentalist always ready to keep the world an arm’s length away from knowing what he’s thinking? Is he D’Angelo, a soul god fighting against his first image with all-time great music? No. He is Donald Glover, a man who can perform and write comedy, act in drama, and drop a truly wonderful album on short notice with all the influences and instructions spelled out.”

„Ist Childish Gambino plötzlich der neue Prince, ein meisterhafter Multi-Instrumentalist, immer bereit, die Welt eine Armlänge Abstand von seinen Gedanken wegzuhalten? Ist er D’Angelo, ein Soul-Gott, der gegen sein erstes Image mit unaufhörlicher großartiger Musik kämpft? Nein. Er ist Donald Glover, ein Mann, der Comedy darstellen und schreiben kann, schauspielen in Dramas und ein wirklich wunderbares Album ohne viel Ankündigung herausbringt, mit all den Einflüssen und Anweisungen vorbuchstabiert.“

Gwilym Mumford vom Guardian merkte an, dass „ihn nur die Grenzen seiner Stimme gelegentlich im Stich lassen – er hat nicht ganz den Umfang um Awakens pompösere Stimmlinien zu schaffen. Das ist jedoch nur eine kleine Beschwerde, wenn hier so viel zu genießen ist.“ El Hunt vom britischen DIY-Magazin bezeichnete das Album als „bunt“ und „brillant chaotisch“. Für die New York Times schrieb Jon Pareles:

“It’s at once a homage and a parody, equally aware of that era’s excesses and its glories, of the way that the most memorable 1970s R&B merged sensuality, activism, humor, toughness, outlandishness, futurism, soul roots, wild eccentricity and utopian community spirit. That’s an extremely high bar, but at its best, “Awaken, My Love!” recalls many of those virtues.”

„Es ist gleichzeitig eine Hommage und eine Parodie, gleichermaßen bewusst von jenen Extremen und Herrlichkeiten der Epoche, in der Art, wie die unvergesslichsten 1970er R&B-Sinnlichkeit, Aktivismus, Humor, Zähigkeit, Absonderlichkeit, Futurismus, Soul-Ansätze, wilde Exzentrizität und das utopische Gemeinschaftsgefühl miteinander verband.“

Der Journalist Adam Kivel von Consequence of Sound schrieb: „Einige der gleichen Probleme gab es auch bei Childish Gambinos vorherigen Versuchen mit dieser Art gewaltigen Ausdrucks, doch Glovers qualvolles Wehklagen berührt weit nachhaltiger als seine schelmischen Punchlines.“ Tim Sendra von Allmusic nannte das Album „eine eiskalte Explosion von Anfang bis Ende.“
Matthew Strauss von Pitchfork schrieb in seiner Rezension:

“There are times, however, when that nodding feels more like mimicry than anything else. Maybe he’ll figure out how to smuggle Donald Glover’s heart into Childish Gambino’s brain eventually, but if he hasn’t figured out what he wants out of Childish Gambino yet, it’s increasingly rewarding watching him try.”

„Es gibt jedoch Zeiten, wenn das Nicken sich eher wie eine Nachahmung als alles andere anfühlt. Vielleicht wird er es irgendwann schaffen, Donald Glovers Herz in Childish Gambinos Gehirn zu schmuggeln, doch auch wenn er noch nicht herausgefunden hat, was er aus Childish Gambino herausholen will, ist es zunehmend bereichernder, ihm dabei zuzusehen, wie er es versucht.“

Für den Observer schrieb Kitty Empire in ihrer Kritik, dass „Glovers Genreleichtigkeit unbestreitbar ist.“ Der einzige Kritikpunkt sei, dass einige Lieder zu viel wollten und eher direkter wie das überzeugende Me and Your Mama sein sollten. Brian Josephs von der Spin lobte die Kombination von angestauter Leidenschaft und Effizienz. Jonathan Wroble vom Slant Magazine kritisierte das Album als „verrücktmachende Fahrt mit einem Glaubwürdigkeitsproblem.“ Glover verwechsele seine Idole mit Musen.

“Childish Gambino gets definite props for pushing the envelope and refusing to operate within any genre confinements on this refreshing 49-minute trip through the funkadelic 1970s. While these blurred lines make this album a little hard to follow, “Awaken, My Love!” proves his versatility as a rapper turning over a new leaf.”

„Childish Gambino bekommt definitiv Respekt dafür, dass er bis an die Grenze geht und sich verweigert, innerhalb von irgendwelchen Genrebeschränkungen zu bleiben, bei seiner erfrischenden, 49-minütigen Reise durch die ‚funkadelischen‘ 1970er. Obwohl diese unklaren Linien es etwas schwer machen, dem Album zu folgen, beweist “Awaken, My Love!” seine Vielseitigkeit als Rapper, der ein neues Kapitel aufschlägt.“

Die Redaktion des Variance Magazines platzierte “Awaken, My Love!” auf Position 15 in ihrer Liste der 50 besten Alben des Jahres 2016.
Auch in der deutschsprachigen Fachpresse erhielt das Album viel Lob. Ivo Ligeti vom Musikexpress hob vor allem Glovers Stimme hervor, die trotz zweier uninspirierter Stücke stets souverän bleibe. Fabian Wolff bei Spiegel Online bezeichnete “Awaken, My Love!” gar als Meisterwerk.

### Musikpreise
Das Album war bei den Grammy Awards 2018 als Album des Jahres und Bestes Urban-Contemporary-Album nominiert. Die Single Redbone erhielt einen Grammy Award für Beste traditionelle R&B-Darbietung und war für Aufnahme des Jahres und Bester R&B-Song nominiert.

## Kommerzieller Erfolg

### Chartplatzierungen
“Awaken, My Love!” stieg mit 101.000 Verkäufen auf Platz fünf der Billboard 200 Charts ein. Zudem wurde das Album in der ersten Woche 41,5 Millionen Mal gestreamt. Bis Ende Dezember 2016 wurde es 151.000 Mal verkauft.
| ChartsChartplatzierungen       | Höchstplatzierung | Wochen |
| ------------------------------ | ----------------- | ------ |
| Schweiz (IFPI)                 | 89 (1 Wo.)        | 1      |
| Vereinigte Staaten (Billboard) | 5 (113 Wo.)       | 113    |
| Vereinigtes Königreich (OCC)   | 34 (6 Wo.)        | 6      |

| ChartsJahrescharts (2017)      | Platzierung |
| ------------------------------ | ----------- |
| Vereinigte Staaten (Billboard) | 32          |

### Auszeichnungen für Musikverkäufe
| Land/Region                  | Auszeichnungen für Musikverkäufe (Land/Region, Auszeichnung, Verkäufe) | Verkäufe  |
| ---------------------------- | ---------------------------------------------------------------------- | --------- |
| Dänemark (IFPI)              | Platin                                                                 | 20.000    |
| Frankreich (SNEP)            | Gold                                                                   | 50.000    |
| Kanada (MC)                  | Platin                                                                 | 80.000    |
| Neuseeland (RMNZ)            | 2× Platin                                                              | 30.000    |
| Vereinigte Staaten (RIAA)    | Platin                                                                 | 1.000.000 |
| Vereinigtes Königreich (BPI) | Gold                                                                   | 100.000   |
| Insgesamt                    | 2× Gold · 5× Platin ·                                                  | 1.280.000 |